# Vespula ingrica
Vespula ingrica är en getingart som beskrevs av Birula 1931. Vespula ingrica ingår i släktet jordgetingar, och familjen getingar. Inga underarter finns listade i Catalogue of Life.